# 蕭幹
蕭幹（しょう かん、? - 986年）は、遼（契丹）の政治家・軍人。小字は項烈。字は婆典。

## 経歴
北府宰相蕭敵魯の子として生まれた。天禄5年（951年）、耶律察割が世宗を殺害すると、耶律察割の仲間の耶律胡古只は蕭幹と仲が良かったため、使者を送って蕭幹を召し出そうとした。蕭幹は逆臣に従うことはできないとして、使者を捕縛して寿安王耶律述律（穆宗）のもとに送った。耶律察割の乱が平定されると、耶律述律は蕭幹の忠義を賞賛して、群牧都林牙に任じた。応暦15年（965年）、烏古部が上京の北の楡林峪の住民をさらったため、蕭幹が烏古部を征討した。功績により北府宰相に転じ、突呂不部節度使となった。
乾亨元年（979年）、北宋が北漢を滅ぼし、勝利に乗じて燕雲十六州の奪回を企てると、蕭幹は宋軍の北進をはばむべく高梁河の戦いに参加した。耶律沙は後退したが、蕭幹は耶律休哥らとともに奮戦して宋軍を撃破した。これ以来、征戦のたびごとに軍事の決定に参与するようになった。中書令の位を加えられた。乾亨2年（980年）、宋軍が瓦橋関を包囲し、契丹軍を夜襲すると、蕭幹は耶律勻骨とともにこれを迎え撃った。
ときに睿智蕭皇后は蕭幹のことを父と呼んだ。これは皇后の実父の蕭思温と同輩の人物として尊んだものである。統和元年（983年）、睿智蕭皇后が皇太后となって称制すると、蕭幹はしばしば皇太后に上奏して多くは聞き入れられた。統和4年（986年）、死去した。
甥に蕭討古があった。

## 伝記資料
- 『遼史』巻84 列伝第14